# 227 Philosophia
A 227 Philosophia a Naprendszer kisbolygóövében található aszteroida. Paul Henry fedezte fel 1882. augusztus 12-én.